# Solfonato

Formula chimica

Con il nome solfonato si indica un sale di un acido solfonico R–SO2OH o un suo estere R–SO2O-R'.

## Solfonati salini
Gli anioni di formula generale R–SO3- sono detti solfonati. Sono le basi coniugate degli acidi solfonici (R–SO2OH). Essendo questi ultimi acidi forti e resistenti alle ossidazioni, anche i loro sali sono stabili alle ossidazioni e gli anioni di questi non danno idrolisi basica in acqua, come fanno invece i corrispondenti anioni degli acidi carbossilici. La debolissima basicità degli anioni solfonato ne fa ottimi gruppi uscenti nelle sostituzioni nucleofile.
I solfonati metallici possono essere preparati facendo reagire un acido solfonico con un idrossido di un metallo (o con un suo ossido, o anche un carbonato):
R–SO2OH  +  NaOH  →  R–SO2O-Na+ + H2O

Una classica reazione organica di preparazione dei solfonati è l'alchilazione di Strecker dello ione solfito. In generale si ha che:
RX + M2SO3 → RSO3M + MX
In questa reazione si usano piccole quantità di ioduro come catalizzatore.

## Solfonati alchilici o arilici (Esteri solfonici)
Gli esteri ciclici di acidi solfonici prendono il nome di sultoni, in parziale analogia con i lattoni.

## Esempi
- Acido benzensolfonico
- Mesilato
- Triflato